# Med
Méd (starinsko stŕd) je sladka in viskozna snov, ki jo izdeluje več čebel, med katerimi so najbolj znane medonosne čebele. Med se proizvaja in shranjuje za prehrano čebeljih družin. Čebele proizvajajo med z zbiranjem in nato rafiniranjem sladkih izločkov rastlin (predvsem cvetličnega nektarja) ali izločkov drugih žuželk, kot je mane, rosa listnih uši. To prečiščevanje poteka znotraj posameznih čebel z regurgitacijo in encimsko aktivnostjo, kot tudi med shranjevanjem v panju z izhlapevanjem vode, ki koncentrira sladkorje v medu, dokler ni ta gost in viskozen. Naravni čebelji med ne sme vsebovati nobenih dodatkov, denimo vode ali drugih primesi.
Čebele kopičijo med v panju. Znotraj panja je struktura iz voska, imenovana satje. Satje je sestavljeno iz več sto ali tisoč šesterokotnih celic, v katere čebele nosijo med za shranjevanje. Druge vrste čebel, ki proizvajajo med, shranjujejo snov v različnih strukturah, kot so lončki iz voska in smole, ki jih uporabljajo čebele brez žela.
Med za prehrano ljudi se nabira iz družin divjih čebel ali iz panjev udomačenih čebel. Med, ki ga proizvajajo čebele, je ljudem najbolj poznan, zahvaljujoč komercialni proizvodnji in dostopnosti po vsem svetu. Vzreja čebel je znana kot čebelarstvo, pri čemer se gojenje čebel brez žela običajno imenuje melipokultura.
Uporaba in pridelava medu imata dolgo in pestro zgodovino, njeni začetki pa segajo v prazgodovino. Več jamskih poslikav v Cuevas de la Araña v Španiji prikazuje ljudi, ki iščejo med pred vsaj 8000 leti. Medtem ko je Apis melifera žuželka starega sveta, Maji že od predkolumbovskih časov izvajajo obsežno melipokulturo čebel brez žela iz novega sveta.

## Značilnosti
Fizikalne lastnosti medu se razlikujejo glede na vsebnost vode, vrsto flore, uporabljene za pridelavo (paša), temperaturo in delež specifičnih sladkorjev, ki jih vsebuje. Svež med je prenasičena tekočina, ki vsebuje več sladkorja, kot ga voda običajno lahko raztopi pri sobni temperaturi. Pri sobni temperaturi je med preohlajena tekočina, v kateri se glukoza izloči v trdna zrnca. To tvori poltrdno raztopino oborjenih kristalov glukoze v raztopini fruktoze in drugih sestavin.
Tekoči med se ne pokvari, lahko edino kristalizira v trdno stanje. Nazaj v tekočino ga pretvorimo s segrevanjem do 40 °C – če to mejo presežemo, med izgubi zdravilne lastnosti, razen v izrednih primerih ko s posebnimi stroji med segrejejo na 76 °C in takoj ohladijo . Zaradi velike koncentracije sladkorja z osmotskim razkrojem uničuje bakterije. Naravni med vsebuje od 14 do 18 % vlage. Dokler količina ne preseže 18 %, se praktično noben organizem v njem ne more razviti v večjem številu.
Preučevanje cvetnega prahu in trosov v medu (melisopalinologija) lahko razkrije cvetlično poreklo medu. Ker so čebele elektrostatično nabite, privlačijo tudi druge delce, kar je uporabno pri ugotavljanju stopnje onesnaženosti okolja z radioaktivnostjo, prahom ali drugimi snovmi.

## Etimologija
Beseda 'med' je praslovanskega oziroma praindoevropskega izvora. Izvira iz posamostaljenega pridevnika *medhu, 'sladek'. Koren se pojavlja tudi v več drugih indoevropskih jezikih. Arhaizem 'strd' se pojavlja samo v slovanskih in germanskih jezikih, etimologija pa je nejasna, nima pa povezave s pridevnikom 'trd'.

## Zgodovina
Ljudje med nabirajo že zelo dolgo. Najstarejša upodobitev človeka, ki nabira med, se nahaja v jami v bližini Valencije v Španiji in je stara vsaj 8000 let. Poslikava prikazuje dva nabiralca medu, ki iz gnezda divjih čebel odstranjujeta med in satje. Pri delu uporabljata lestve, vrvi in košare.
Najstarejši ostanki medu izvirajo iz Gruzije, kjer so arheologi ostanke našli v glinenih posodah, ki so bile grobni pridatki. Grobovi, v katerih so našli posode so pa predvidevanjih stari med 4700 in 5500 let.
V starem Egiptu so med uporabljali kot sladilo za peciva, pa tudi za slajenje ostale hrane. Med so uporabljali tudi pri postopkih balzamiranja trupel.
V Indiji je uporaba medu v duhovne in zdravilne namene opisana v različnih ajurvedskih spisih, ki so starejši od 4000 let.
Tudi Plinij Starejši v svoji knjigi Naturalis Historia opisuje čebele in uporabo medu v kulinariki antičnega Rima.

## Sestava
Točna sestava medu je odvisna od cvetlic, na katerih so cvetni prah nabirale čebele. Med ima gostoto okrog 1500 kg/m³ (1,5 kg/l), kar pomeni, da je od vode gostejši za okrog 50 %.
Med vsebuje do 77 % sladkorjev, od tega do 76 % enostavnih sladkorjev (fruktoza in glukoza), 17,7 % vode, ostalo (5,3 %) so: vitamini (B1, B2, B6, C, nikotinska kislina, pantotenska kislina), mineralne snovi (Cu, Na, K, P, Ca, Si, Mg, Fe, Mn), aminokisline (prolin, fenilalanin ...), encime (saharoza, amilaza, kisla fosfataza, katalaza, glukoza oksidaza), hormone (acetilholin, rastni hormon), kisline (solna, fosforna, ocetna, jabolčna, citronska, mlečna, maslena, jantarna, piroglutaminska, glukonska, mravljinčna kislina), flavonoide (kvercetin, antocianini, katehin), transresveratrol, ubikinon in protibakterijske snovi.
- Ogljikovi hidrati:

Med vsebuje pretežno monosaharide (fruktozo in glukozo), ki so najenostavnejši sladkorji in so glavni vir energije v telesu. Vsebuje še nekaj disaharidov (saharoza, laktoza in maltoza)in trisaharidov (melecitoza). Razmerje sladkorjev je odvisno od sorte medu in encima invertaze (saharoza). Ker med vsebuje večinoma enostavne sladkorje, je lahko prebavljiv in dober ter hiter vir energije.
- Encimi:

So ena najpomembnejših sestavin medu. Izločajo jih goltne in slinske žleze pri čebeli, kar omogoča nastajanje medu iz raznih vrst medičine. Encimi so beljakovine, ki pospešujejo hitrost kemičnih reakcij v živih organizmih in sodelujejo pri presnovi druge hrane, kjer omogočajo boljše izkoriščenje sestavin hrane.
- Vitamini:

V medu so raztopljeni v vodi topni vitamini in sicer: vitamini B kompleksa, vitamin C, pantotenska kislina, folna kislina. Količine vitaminov niso velike , kljub temu pa je med pomemben vir le-teh. Vitamini so potrebni za normalen potek življenjskih funkcij in jih druge spojine ne morejo nadomestiti. Še posebej je pomembno dovajanje teh snovi v raznih posebnih stanjih (večje fizične aktivnosti, doba rasti, bolezni, nosečnost, dojenje..).
- Aminokisline:

Beljakovine izvirajo iz medičine, delno pa tudi iz prebavnih žlez čebel. Beljakovine so sestavljene iz aminokislin (v medu cca. 20). Med vsebuje malo beljakovin. Največ jih je v medu jesenske vrese, tudi gozdni med je bogatejši z beljakovinami. Med, ki vsebuje več beljakovin, je temnejše barve. Najpomembnejši aminokislini v medu sta prolin in fenilalanin, ki sta povezani z nastankom aromatičnih snovi. Največ fenilalanina je v žajbljevem medu, ki ima izredno aromatičen okus.
- Mineralne snovi:

Za normalno delovanja presnovnih procesov je pomembno vzdrževanje stalne koncentracije mineralnih snovi. V medu se nahajajo v obliki soli natrija, fosforja, kalija, kalcija, silicija, magnezija, železa in mangana. Gozdne vrste medu vsebujejo do 1 % rudninskih snovi, cvetlični med pa vsebuje do 0,35 %. Najbogatejši je kostanjev med, ki vsebuje tudi do 1,3 % mineralnih snovi.
- Hormoni:

Naloga hormonov je nadzorovanje številnih telesnih funkcij, med drugim kemičnega delovanja presnove, rasti in razvoja, spolnega razmnoževanja ter odziva na stres. Acetilholin je pomemben za parasimpatični živčni sistem, rastni hormon pa pospešuje rast kosti in hrustanca, povečano zgorevanje maščob, poveča se tvorba beljakovin, zviša se raven krvnega sladkorja...
- Kisline:

Izvirajo iz čebelje ustne slinavke in le malo iz rastlin. Kisline dajo okusu in vonju medu svojevrsten značaj in ugodno delujejo na tek in prebavo.
- Flavonoidi:

Flavonoidi delujejo antioksidativno, protivnetno, blago protimikrobno in zavirajo zlepljanje trombocitov. Antociani dajejo nekaterim vrstam medu temno barvo.
- Protibakterijske snovi:

Protibaketrijsko delovanje je posledica prisotnosti glukozne oksidaze, visoke koncentracije sladkorjev,  katalaze in vodikovega peroksida (H2O2). Med lahko vsebuje tudi mikroorganizme v zelo nizkih koncentracijah, ki so posledica načina pridelovanja (gre skozi prebavni trakt čebele) ali zunanje kontaminacije. Nekateri so mnenja, da je za majhne otroke še posebej nevarna prisotnost bakterije Clostridium botulinum, zato se med za njihovo prehrano po navadi odsvetuje. Spet drugi pa svetujejo dodatek medu v mleko že novorojenčkom. Mikroorganizmi so zaradi protimikrobnih lastnosti medu prisotni v zelo omejeni količini.

## Vrste medu
Različne vrste medu se med seboj razlikujejo po barvi, okusu, sestavi, zgradbi in lastnostih. Zdravilno delovanje je odvisno od vrste cvetov in rastlin, iz katerih dobimo surovino.
Glede na pašo čebel, v Sloveniji ločimo različne vrste medu:
- akacijev med
- gozdni med
- lipov med
- kostanjev med
- smrekov med
- hojev med
- ajdov med
- cvetlični med ali med iz nektarja - pridobljen je iz nektarja cvetov;

Vaba za opraševalca je nektar ali cvetni prah. S prenosom cvetnega prahu je omogočena reprodukcija rastlinske vrste. Nektariji so rastlinske žleze, specializirane za izločanje nektarja. Poznamo cvetne in izven cvetne nektarje.
Sestava nektarja :
1. Nektar je vodna raztopina sladkorjev (3 do 72 %) s primesmi aminokislin, organskih kislin, proteinov, lipidov, antioksidantov, dekstrinov, mineralov in eteričnih olj.
2. Glavni sladkorji: glukoza, fruktoza, saharoza.
3. Sekundarni sladkorji: galaktoza, riboza, maltoza, manoza, melicitoza, rafinoza.
4. Čebelam je najbolj zanimiv nektar s 50 % sladkorja.

- med iz mane ali gozdni med :

Pridobljen je predvsem iz izločkov insektov (Hemiptera) na živih delih rastlin ali izločkov živih delov rastlin;
Mano izločajo žuželke (listne uši, kaparji, mali škržatki), ki se hranijo s floemskimi sokovi dreves. V njihovem prebavnem traktu pride do pretvorbe sladkorjev in beljakovin rastlinskega soka z encimi. Organizem teh žuželk vsrka le majhen delež potrebnih snovi, predvsem sladkorjev (5-10 %), preostanek pa izbrizga na zadku v obliki sladke kapljice. Zaradi biokemijske pretvorbe ne moremo več govoriti o floemskem soku, saj ima tekočina drugačno sestavo. Zdaj je to medena rosa ali mana, ki jo v obliki lepljivih kapljic najdemo na listih različnih dreves (jelke, smreke, macesna, hrasta, bora, kostanja, vrbe, bukve, lipe, javorja, jesena ...
Sestava mane:
Mana je sestavljena večinoma iz ogljikovih hidratov (90-95 % suhe snovi) in vode (do 50 %), vsebuje pa še dušikove spojine in druge snovi, ki jih rastlinski floem sploh ne vsebuje (posledica delovanja endosimbiontov (mikroorganizmi) v posrednikih medenja).
Med iz mane je za čebele nevaren, saj ne vsebuje toliko hranilnih snovi kot med iz nektarja, kar lahko povzroči smrt celotnih čebeljih kolonij, v zimskih mesecih, če ga je v panjih preveč in se čebele v zimskih mesecih z njim hranijo. Zato je pomembno, da tovrstni med čebelarji iz panjev odstranijo pred zimo in čebelam zagotovijo dodaten vir beljakovin.
- Akacijev med

Je skoraj brezbarven do svetlo rumen. Ima nežen sadežen vonj po akacijevem cvetju in nežno aromo po vanilijevih bombonih in po sladkem sirupu. Kristalizira počasi. Vsebuje več fruktoze kot glukoze, zato ga lahko pod zdravniškim nadzorom uporabljajo tudi lažji sladkorni bolniki. Uporablja se kot sladilo in namaz ter za urejanje prebave, pri želodčnih in črevesnih težavah, zgagi in prehladih.
- Cvetlični med

Je rumene do rjave barve, odvisno od rastline in dodatka mane, tudi vonj in okus sta odvisna od njegovega izvora. Kristalizacija je delna, nepravilna. Uporablja se kot sladilo, namaz in kot naravno zdravilo proti alergijam (zlasti senenem nahodu), krepi tudi žile in srce ter pomaga pri izčrpanosti organizma.
- Smrekov med

Je temno rjave barve z rdečim odsevom, z vonjem po mentolu in sladu ter sladkim okusom, ki spominja na zelišča. Običajno kristalizira zelo počasi. Uporablja se kot sladilo, namaz, priporočajo pa ga pri slabokrvnosti, kašlju in bronhitisu.
- Hojev med

Je temno rjave barve z zelenim odsevom. Ima srednje intenziven vonj po smoli in žganju, okusa pa je sladkega, po mentolu in sladu. Običajno kristalizira počasi in kristaliziran je svetle barve. Uporablja se pri slabokrvnosti, boleznih dihal (pri bronhitisu, vnetju sapnika), prehladu, gripi in slabem zadahu. Ta vrsta medu menda pri ljudeh z alergijo na med sproži najmanjšo reakcijo.
- Gozdni med

Je svetlo do temno rjave barve lahko z rdečim ali zelenkastim odtenkom. Ima precej intenziven vonj, različen glede na vrsto mane. Okus je sladek, prijeten in različen glede na vrsto mane. Kristalizira srednje hitro celotna količina. Uporablja se kot sladilo, namaz in pri vnetju dihalnih poti, pri zmanjšani odpornosti organizma ter živčni napetosti.
- Žajbljev med

Je zlatorumene barve z močnim vonjem in aromatičnega okusa s sledom grenčine. Ne kristalizira rad. Vsebuje majhne količine eteričnega olja, zato bi naj deloval kot blago razkužilo in olajševal izkašljevanje. Uporablja se pri prehladu, kašlju, bronhitisu in za boljše spanje.
- Med oljne repice

Je svetlo rumene barve, vonja po zelju, slami ali stelji in okusa po olju. Kristalizira zelo hitro in kristaliziran je sivkasto-bel. Uporablja se predvsem v prehrani.
- Regratov med

Je zlato rumene, bleščeče in zelo čiste barve. Ima neprijeten vonj po urinu,  zmečkanih regratovih cvetovih in okus po smoli, sladkem lesu. Pusti obstojno grenkobo v ustih. Kristalizira zelo hitro. Uporablja se v prehrani in pri prehladih.
- Lipov med

Je svetlo rumene barve z zelenim odsevom in močnim vonjem po lipovem cvetju.  Srednje intenzivna aroma zelo značilna po mentolu, lipovem cvetju, zeliščih ali svežih orehih.
Kristalizira običajno počasi. Uporablja se pri prehladih, povišani telesni temperaturi, glavobolu, izgubi apetita in kašlju. Ker pospešuje znojenje, ni priporočljiv za srčne bolnike.
- Kostanjev med

Je v več odtenkih rjave barve z rdečkastim ali zelenkastim odsevom, močnega in ostrega vonja po kostanjevem cvetju ter intenzivnega okusa, ki pusti obstojno grenkobo po zeliščih. Kristalizira počasi. Vsebuje več fruktoze kot glukoze, zato ga lahko pod zdravniškim nadzorom uporabljajo tudi lažji sladkorni bolniki. Uporablja se v prehrani in pri slabokrvnosti, utrujenosti ter nezadostni prehrani.
..in številne druge vrste medu.

### Nastanek medu
Razlikuje se glede na vrste medu:
- med iz mane se nanaša na izvor medu, ki nastane iz mane. Izločajo jo kljunate žuželke (listne uši, kaparji, medeči škržatek), ki se hranijo s floemskimi sokovi dreves. V njihovem prebavnem traktu pride do encimske pretvorbe sladkorjev in beljakovin rastlinskega soka. Žuželčje telo vsrka le majhen delež potrebnih snovi, predvsem sladkorjev, preostanek pa se izloči na zadku v obliki sladke kapljice. Zaradi biokemijske pretvorbe ne moremo več govoriti o floemskem soku, saj ima tekočina drugačno sestavo. Zdaj je to medena rosa ali mana, ki jo v obliki lepljivih kapljic najdemo na listih različnih dreves (jelke, smreke, macesna, hrasta, bora, kostanja, vrbe, bukve, lipe, breze, javorja, jesena, ...).
- cvetlični med nastane iz cvetličnega nektarja (medičina). Cvetovi rastlin, ki jih oprašujejo žuželke, imajo posebne žleze, imenovane medovniki ali nektariji. Ti izločajo sladko, dišečo tekočino (nektar), s katero privabljajo in nagrajujejo opraševalce. Sestava nektarja je odvisna od vrste rastline, na kateri nastane.

Čebele prinesejo nektar ali mano v panj, tam pa nato mlade čebele prinesene kapljice deloma izsušijo, da se izloči odvečna voda. Zgostitev medu poteka tako, da čebele večkrat izbljuvajo kapljico medičine, da se suši na zraku in jo nato spet pogoltnejo, obenem pa vanjo dodajajo številne encime, ki spremenijo sladkorno sestavo medičine. Tako predelano medičino, ki ji zdaj pravimo med, čebele shranijo v celicah satja. Tu se potem nadaljuje zorenje medu. Do vrha napolnjene celice satja čebele pokrijejo z voščenimi pokrovci. Pri čebelarjih velja, da je primeren čas za točenje, ko so sati do 2/3 pokriti s takimi pokrovci.
V času glavne paše izleti čebela iz panja 7-17-krat na dan, pri čemer za vsak polet porabi približno pol ure, odvisno od razdalje do paše. Na vsakem od svojih poletov v medenem želodčku prinese 50–60 mg medičine( za izdelavo 1 kg medu potrebnih 3–4 kg medičine).

### Zdravilni učinki medu
- protimikrobna učinkovitost

Na to temo je bilo narejenih veliko študij, vse kažejo, da ima med protimikrobno učinkovitost proti številnim bakterijam (npr. Staphylococcus aureus, Helicobacter pylori) in tudi nekaterim glivicam. Za to je zaslužna visoka vsebnost sladkorja, ki preprečuje razmnoževanje bakterij ter delovanje encimov in drugih antibiotičnih snovi. Tako priporočajo med za celjenje ran (tudi kirurških), opeklin, raznih vnetij (ščiti rane pred novimi okužbami), dentalnih ran in različnih izpuščajev in zmanjša vonj rane. Ker deluje na H. pylori ga lahko uporabljamo za zdravljenje razjed na želodcu.
Med obdrži rano čisto, ker ima sposobnost, da razbije t. i. biofilm, ki se tvori na številnih vrstah ran. Prav tako dobro deluje proti vnetjem, zmanjšuje bolečino, predvsem pri opeklinah in čirih. Lahko tudi zmanjša nastajanje brazgotin.
- prehransko dopolnilo

Je bogato energijsko hranilo, ki vsebuje tudi vitamine, minerale, encime, antioksidante.
Še posebej svetujejo njegovo uporabo pri slabokrvnosti, nezadostni prehranjenosti, nosečnosti, v stanjih hude fizične obremenitve, pri zmanjšani odpornosti imunskega sistema, v starosti in pri okrevanju po bolezni.
- pomirjevalni učinki

Med pomirja, omogoča sprostitev in boljši spanec.
Npr. sam med pomirja, če pa dodamo dve žlici meda kateremukoli pomirjajočemu čaju, le-ta povečuje njegovo delovanje.
- pri raznih pljučnih boleznih

Med pomiri pljuča, olajša izkašljevanje, zmanjša kašelj in olajša dihanje. Uporablja se pri kašlju, hripavosti, vnetju grla, lajša težave pri astmi.
- učinki na prebavila

Med pomaga proti mišičnim krčem, olajša prebavni proces, pomaga pri zgagi, razjedah na želodcu ali dvanajsterniku in deluje rahlo odvajalno (krepi gibljivost črevesja).
Pomaga tudi jetrom pri presnovi ogljikovih hidratov, pri izplavljanju strupov in pri boleznih jeter.
- antioksidativno delovanje

Ima pomembno vlogo pri obrambi organizma proti prostim radikalom, ki nastajajo v našem telesu. 
- v kozmetične namene

Med umirja nadraženo kožo in se veliko koristi pri izdelavi mil, šamponov, losionov, krem, lepotilnih mask….
Med se je v preteklosti dostikrat uporabljal tudi kot zdravilo za plešavost, kontracepcijsko sredstvo.
Pogostokrat se je med mešal z raznimi zdravilnimi rastlinami ali žitaricami iz določenega geografskega področja, s čimer bi se pomnožilo njegovo delovanje kot zdravilo.

## Med v prehrani
Povprečna analiza medu:
- Fruktoza: 38.2%
- Glukoza: 31.3%
- Maltoza: 7.1%
- Saharoza: 1.3%
- Voda: 17.2%
- sestavljeni sladkorji: 1.5%
- pepel: 0.2%
- Drugo/nedoločljivo: 3.2%

Glikemični indeks medu niha med 31 in 78, kar je predvsem odvisno od vrste medu.

## Med in gospodarstvo
| Mesto                                                         | Država                     | 2009      | 2010      | 2011      |
| ------------------------------------------------------------- | -------------------------- | --------- | --------- | --------- |
| 1                                                             | Ljudska republika Kitajska | 407.367   | 409.149   | 446.089   |
| 2                                                             | Turčija                    | 82.003    | 81.115    | 94.245    |
| 3                                                             | Ukrajina                   | 74.100    | 70.900    | 70.300    |
| 4                                                             | ZDA                        | 66.413    | 80.042    | 67.294    |
| 5                                                             | Rusija                     | 53.598    | 51.535    | 60.010    |
| —                                                             | Svet                       | 1.199.943 | 1.212.586 | 1.282.102 |
| Vir: Organizacija Združenih narodov za prehrano in kmetijstvo |                            |           |           |           |

Med največjimi porabnicami medu na prebivalca na svetu so Avstrija, Nemčija in Švica, kjer je poraba medu na prebivalca več kot kilogram na leto.
Po podatkih iz leta 2012 največ medu pridelajo na Kitajskem, v Turčiji in Argentini, sledijo pa jim Ukrajina, ZDA in Rusija. Tudi Mehika je velika pridelovalka medu, saj zagotavlja več kot 4 % vse svetovne proizvodnje. V Sloveniji je bilo leta 2013 pridelanega 2400 ton medu.

## Zdravljenje z medom
Med se že tisočletja uporablja za zdravljenje ran. Med preprečuje zraku dostop do rane, visoka vsebnost sladkorja pa preprečuje razmnoževanje bakterij. Druge snovi v medu pa tudi pospešujejo celjenje. Danes ga največ uporabljajo za zdravljenje vnetega grla pri angini, čeprav znanstveno ni mogoče dokazati njegovih zdravilnih učinkov pri zdravljenju kašlja, čeprav ga zdravstvo uporablja v medicini za zdravljenje vnetega grla pri ANGINI. Zdravljenje z medom in drugimi čebeljimi pridelki imenujemo apiterapija.

## Nevarnosti pri uživanju medu
Uživanje medu za otroke ni priporočljivo, saj je znanstveno dokazano, da lahko le-to povzroči botulizem. Med lahko namreč vsebuje bakterijske spore, ki se nato po zaužitju aktivirajo v črevesju in proizvajajo ter izločajo botulin. Tudi ljudje z oslabljenim imunskim sistemom ne bi smeli uživati medu zaradi nevarnosti z bakterijskimi in glivičnimi okužbami.